# CERAD
Zakłady Ceramiki Radiowej UNITRA-CERAD w Białogardzie – zakład przemysłu elektronicznego,  należący do zjednoczenia UNITRA. Produkował podzespoły ceramiczne dla radiotechniki. Zakład miał komórki w Warszawie (Zakład Doświadczalno-Badawczy Ceramiki Elektronicznej, przy ul. Kłobuckiej 3) oraz w Kozienicach (Zakład Kondensatorów Ceramicznych).